# Tabergsdalen

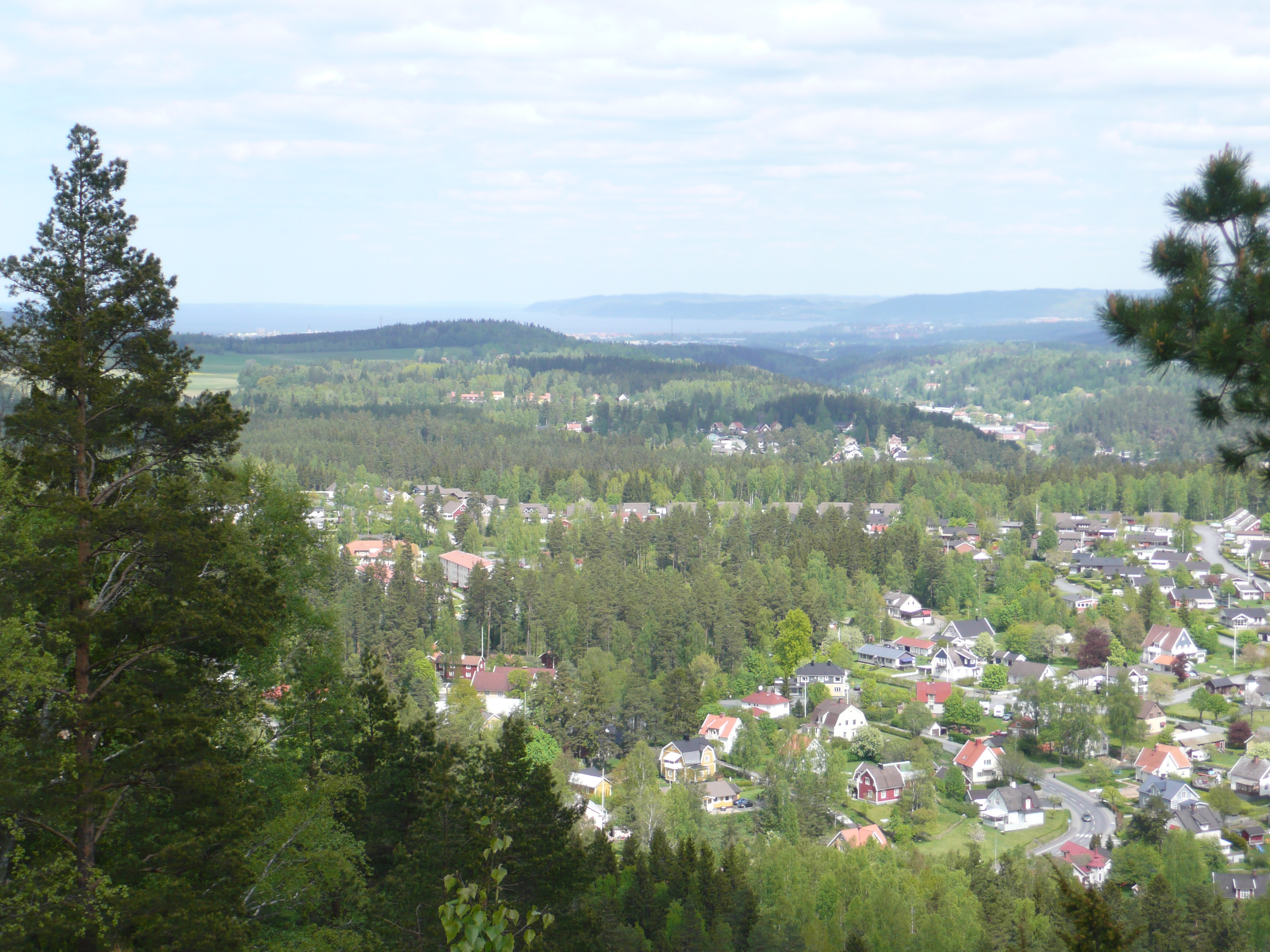
Utsikt i maj 2009 över Tabergsdalen norrut från Tabergs topp. Tabergs samhälle samhälle syn i förgrunden, medan Vättern syns i bakgrunden.

Tabergsdalen eller Tabergsådalen är den dal i vilken Tabergsån rinner genom Jönköpings kommun. De fyra samhällena Månsarp, Taberg, Norrahammar och Hovslätt ligger i dalen, med nästan sammanhängande tätbebyggelse längs ungefär en mil av åns lopp. Samhällena är formellt separata kommundelar inom Jönköpings kommun, men i många sammanhang behandlas Tabergsådalen både av kommunen, i press och i folkmun som en enhet. Hembygdsföreningen för detta område, Tabergs Bergslags Hembygdsförening, är också gemensam för huvuddelen av dalen, förutom Hovslätt som har egen förening. Ishockeyklubben HC Dalen har sin hemvist här, med hemmaarenan Smedjehov i Norrahammar.
Samhällena i Tabergsådalen har sina rötter i järnhanteringen, med malm från Tabergsgruvan. Norrahammars bruk var länge den största industrin i dalen. Järnvägslinjen Vaggerydsbanan följer Tabergsådalen.